# Масутацу Ояма
Ояма Масутацу (яп. 大山 倍達, Ōyama Masutatsu), 1923—1994) — видатний майстер і викладач карате, один із найзнаменитіших представників бойових мистецтв, володар 10-го дану, засновник стилю Кіокушинкай, популяризатор карате в Японії та інших країнах, автор великої кількості популярних книг про карате, організатор національних і світових спортивних змагань з карате. Заснувавши свій стиль, який швидко завоював визнання «найсильнішого карате», Ояма створив і до своєї смерті у 1994 році очолював Міжнародну організацію Кіокушинкай (IKO), членами котрої стали кілька мільйонів людей в усьому світі.

## Біографія
Масутацу Ояма народився 27 червня 1923 року, в селі Кунсан у Південній Кореї. Його справжнє ім'я Чой Йон-юй (кор. 최영의, Choi Yeong-eui). Бойовими мистецтвами Ояма став займатися досить пізно, з дев'яти років, коли жив на фермі сестри в Маньчжурії; першим учителем Оями став китайський робітник на ім'я Лі. У 1938 році, у віці 15 років, він виїхав до Японії, і вступив до авіаційного училища, щоб стати льотчиком, подібно до героя його часу, перший льотчик-винищувач з Кореї. Вижити в тих нелегких умовах в тому віці виявилося важче, ніж він думав, тим більше, що корейці, які навчаються в льотних училищах Японії, були на правах чужих.
Тоді ж з'явилося японське ім'я — Ояма Масутацу (大山 倍達), яке є транслітераціїю назви давнього корейського царства, «Стародавнього Чосона» — Бедаль (倍達).
Незважаючи на важкий період у своєму житті він продовжував займатися бойовими мистецтвами, займаючись дзюдо і боксом. Одного разу він помітив студентів, що навчаються Окінава Карате. Це зацікавило його, і він поїхав в доджьо (додзьо) Ґітін Фунакосі (Гитин Фунакоши) в Університеті Такушоку (Такусьоку), де він вивчив те, що сьогодні відомо як Шотокан (Сьотокан) Карате.
Його прогрес у тренуваннях був таким, що до сімнадцяти років він отримав другий дан, а до моменту вступу на службу в Японську Імперську Армію, у 20 річному віці, він отримав четвертий дан. У цей час він також серйозно зацікавився дзюдо, і його прогрес у цьому виді бойового мистецтва був не менш дивним. До моменту завершення тренувань з дзюдо він, менше ніж за чотири роки з початку тренувань, досяг четвертого дана.
Становлення майстром
Після поразки Японії у Другій Світовій війні, Мас Ояма впав у відчай і депресію і майже закинув тренування. На щастя для нас, Со Ней Чу вже увійшов в його життя. У той час майстер Со, кореєць, земляк Оями, що живе в Японії, був одним з найкращих майстрів Годзю Рю (Годзю-рю). Він був відомий, своєю фізичною і духовною силою. Саме він заохочував Мас Ояму, присвятити своє життя Шляху Воїна. Він запропонував, щоб Ояма усамітнився від суспільства і протягом 3 років займався тренуванням духу і тіла.
У 23-річному віці Ояма зустрів Ейдзі Йосікаву, автора роману ("Мусасі") основаного на житті та діяльності найбільш відомого самурая Японії Міямото Мусасі. І роман, і автор допомогли Масутацу Оямі глибше зрозуміти кодекс Самурая — Бусідо (Бушідо) і його сенс. Того року Ояма вирушив на гору Мінобу (身延山, Minobu) в префектурі Тіба (千葉県, Chiba), де Мусаші заснував свій стиль бою на мечах Нітен іті-рю (二天一流). Ояма думав, що це буде відповідним місцем, щоб почати суворі тренування. Серед речей, взятих з собою, була копія книги Йошікави. Студент на ім'я Ясіро (Яшіро, Yashiro) пішов з ним.
Самотність дуже важко переносилося, і після 6 місяців тренувань Яширо таємно втік вночі. Це важко позначилося на Оямі, і бажання повернутися в суспільство стало ще сильніше. Зі Неї Чу великою кількістю прикладів переконав Ояму продовжити тренування, і Ояма вирішив стати найсильнішим каратистом Японії. Проте, незабаром, людина, що постачала Оямі кошти на проживання, проінформувала його, що не здатна більше підтримувати Ояму і ось, після чотирнадцяти місяців, Ояма був змушений закінчити своє усамітнення.
Через кілька місяців, у 1947 році, Мас Ояма виграв Перший, після Другої Світової війни, Всеяпонський турнір з карате. Однак він все ще відчував у душі порожнечу через те, що не зміг провести три роки в самоті. І тоді Ояма вирішив повністю присвятити своє життя карате. Він почав знову, цього разу на горі Кієзумі (Kiyozumi), також у префектурі Тіба (Chiba). Це місце він вибрав для свого духовного піднесення. Тепер його тренування були фантастичними по навантаженнях — по 12 годин на день, кожен день без дня перерви. Стоячи під холодними струменями водоспадів, кидаючи річкові каміння руками, використовуючи дерева як маківару, здійснюючи сотні віджимань він загартовував своє тіло. Щодня також включав вивчення наукових праць класиків Бойових мистецтв, Дзен і філософії. Після вісімнадцяти місяців він завершив своє усамітнення впевненим у собі і здатним повністю себе контролювати.
Тренувальний процес Оями
У період недовгої, але плідної аскези в горах Ояма жив за суворо розробленим режимом, який нерідко фігурує в біографіях майстра і служить повчанням легковажним учням:
04:00 — підйом. Медитація з закритими очима — 10 хв.
Біг підтюпцем по горах — 2 години.
07:00 — приготування їжі.
08:00 — трапеза, що поєднує сніданок та обід.
09:00 — початок тренувань.
Десять разів виконати комплекс із п'яти вправ:
- підняти 20 разів 60-кілограмову штангу;
- віджатися на пальцях 20 разів;
- віджатися в стійці на руках 20 разів;
- підтягнутися на перекладині 20 разів;
- завдати по 20 ударів кулаком справа і зліва в маківару.

Після виконання кожного комплексу зробити дихальні вправи і негайно приступати до наступного комплексу. Після десятиразового виконання зазначеного комплексу відпочинок до 11 години.
11:00 — виконання ката.
При цьому щодня виконувати по 100 разів яку-небудь одну ката. Наприклад, в перший день Хей'ан-1, в другій Хей'ан-2 і т. д., поки не будуть виконані всі п'ять комплексів Хейан, а потім виконувати їх у зворотному порядку. Те ж саме зробити з іншими ката.
14:00 — такі вправи:
- Підняти шістдесятикілограмову штангу 20 разів, потім поступово нарощувати навантаження.

- Зробити віджимань 1000:
  - 200 разів на двох пальцях,
  - 200 разів на чотирьох пальцях,
  - 400 разів на п'яти пальцях.

Перед кожним комплексом робити невелику перерву.
Іноді для різноманітності робити 1000 віджимань на кулаках з перервою після 500.
15:00 — такі вправи
- розробка прийомів спарингу;
- вправи з маківарами;
- лазіння по канату;
- вправи для черевного преса — 200 разів;
- розбивання каміння.

17:00 — приготування їжі. Вечеря.
18:00 — медитація і відхід до сну.
На додаток до цього графіку зауважимо, що багато подвижників і ентузіастів кемпо дотримувалися подібного розпорядку дня — не рік і не два, а двадцять, тридцять років, або все життя.
Показові бої Оями
Для майстра, який вирішив кинути виклик найбільшим школам, що бажає впровадити нову методику навчання карате, однієї перемоги на чемпіонаті було явно недостатньо. Людина, цілком сучасного складу, Ояма швидко зрозумів, що допомогти йому в такому сміливому починанні зможе тільки гучна реклама. З властивою йому цілеспрямованістю він зайнявся підготовкою грандіозної рекламної компанії, відточуючи чисто трюкові номери. У 1949 р. він оселився в халупі біля міської скотобійні і провів там сім місяців, вивчаючи звички тварин. Він розробив новий спосіб забою биків голими руками, навчившись відрубувати тваринам роги під корінь ударом «рука-меч».
У 1950 році, засновник (Сосай) Мас Ояма почав демонструвати свою силу, борючись з биками. Всього, він боровся з 52 биками, три з яких були вбиті, і 49 бикам обрубав роги ударом руки «шуто» (Shuto). Не можна говорити про те, що йому це було легко зробити. Ояма любив згадати про свою першу спробу, що закінчився лише тим, що розлютив бика. У 1957 році в Мексиці, у віці 34 років, він був на межі смерті, коли бик рогом пропоров Ояму. Ояма зумів звалити бика і відрубати йому ріг. Він був прикутий до ліжка протягом 6 місяців, відновлюючись від смертельної рани. Товариство захисту тварин Японії виступило з протестом проти боїв Оями з тваринами після того як Ояма оголосив про намір провести бої з тигром і ведмедем, хоча бики, убиті Оямою були призначені для скотобійні.
У 1952 році Ояма вирушив у гастрольну поїздку до США, де справив фурор і привів у цілковитий ажіотаж публіку, демонструючи надлюдські номери. Справді, як повинні були реагувати американські глядачі, коли заїжджий майстер колов, ніби порцелянові, величезні каміння, зносив шийки пивних пляшок, і пляшки при цьому не падали, бив себе молотком по кісточках пальців, пробивав руками і ногами товсті дошки, покладену в п'ятнадцять-двадцять шарів черепицю? Ояма подорожував по Сполучених Штатах протягом року, демонструючи свою майстерність карате вживу і по національному телебаченню.
Протягом наступних років, Ояма викликав на поєдинок майстрів різних видів бойових мистецтв, у тому числі і боксерів, і провів 270 поєдинків з різними бійцями. Більшість бійців було подолано одним ударом! Боротьба ніколи не тривала більше трьох раундів, і дуже рідко тривала більше декількох секунд. Його принцип боротьби був простий: він зближувався з суперником і завдавав удару, в результаті якого суперник отримував перелом. Якщо суперник блокував удар, то блок був зім'ятий або розбитий. Якщо суперник не блокував атаку, то ребра були зламані. Ояма став відомим як «Рука Господа» (Godhand), як живий прояв принципу японських воїнів: Один удар — смерть. Це було справжньою метою техніки карате. Хитромудра техніка ніг і складні прийоми були вторинні (хоча застосовувалися ним дуже ефективно).
Смерть Оями
У квітні 1994 року в 70 річному віці засновник Кіокушин карате Мас Ояма помер від раку легенів, хоча не був курцем. Він залишив відповідальним за організацію, в той час учня 5-ого дана, Шокея Мацуї. Ця обставина привела до багатьох політичних і економічних розбіжностей у всьому світі Кіокушин, які через десятиліття все ще актуальні. У результаті відбувся розкол Кіокушин. Тепер кожна група стверджує, що вони «одні і тільки» справжні спадкоємці Кіокушин Мас Оями, духовно або навіть матеріально. Один з керівників Кіокушин в Австралії Гаррі Роджерс навіть припустив жартома, що можливо Мас Ояма створив метушню навмисне, тому що він не хотів, щоб Кіокушин жив без нього!
Проте розумно припустити, що всі групи Кіокушин, незалежно від їх остаточної відданості, будуть підтримувати принципи і стандарти, встановлені Мас Оямою. Можливо, організації Кіокушин будуть життєздатними, і як у всіх добрих школах, деякі з послідовників, в кінцевому рахунку, залишають будинок і відкривають свої власні школи. Деякі з груп можуть, на словах, залишитися відданими принципам Кіокушин, так як зробив у 1991 р. Стів Арнейл у Великій Британії.

## Учні
Ояма виховав велику кількість талановитих учнів, деякі з них заснували власні стилі. Найвідомішими учнями Оями є:
- Стів Арнейл — президент IFK, 10-й дан, перший чоловік, що пройшов хякунін-куміте.
- Йон Блюмінг — президент IBK, 10-й дан Кьокусінкай, 10-й дан Хапкідо. 9-й дан дзю-до, засновник Європейської організації карате Кіокушинкай.
- Сігеру Ояма — засновник Ояма-каратэ, 10-й дан Ояма-карате і 8-й дан Кіокушинкай.
- Хідеюкі Асіхара — засновинк Асіхара-карате.
- Тадасі Накамура — засновник Сейдо-карате.
- Адемір да Коста — засновник Сейвакай.
- Такасі Адзума — засновник Дайдо Дзюку (Дайдо Джуку) (Кудо (Дайдо Дзюку)).
- Славомір Мірецький - польський uchi deschi.
- Хацуо Рояма -президент Міжнародної Федирації Кіокушин-кан карате-до, 9 дан Кіокушинкай.